# Hymenancora tenuisclera
Hymenancora tenuisclera är en svampdjursart som först beskrevs av William Lundbeck 1910.  Hymenancora tenuisclera ingår i släktet Hymenancora och familjen Myxillidae. Inga underarter finns listade i Catalogue of Life.